# Lil Pump 2
Lil Pump 2 è il terzo album in studio del rapper statunitense Lil Pump, pubblicato nel 2023.

## Tracce
1. Tesla (with Smokepurpp) – 2:14
2. Pull Up – 2:58
3. Ain't With That – 1:32
4. All the Sudden – 2:03
5. I Don't Mind (featuring YoungBoy Never Broke Again) – 2:51
6. No Hook (with Rio Da Yung Og) – 4:26
7. Pump Rock x Heavy Metal – 2:57
8. Till I See You (with Smokepurpp) – 1:43
9. She Know (featuring Ty Dolla Sign) – 2:35
10. Don't Like Me – 4:23
11. Fendi on Fendi – 2:12
12. Mosh Pit – 1:56
13. Move It – 2:11
14. Wok – 2:04
15. Splurgin – 2:07
16. Swipe (with G4 Boyz) – 2:54

### Tracce della deluxe
1. 6 Rings
2. I Sell
3. Glow In The Dark
4. Rick Rubin